# お葬式から事件は始まる

『お葬式から事件は始まる』（原題：Vier Frauen und ein Todesfall(ドイツ語)）は、オーストリアのテレビドラマ。

## 概要
2005年にオーストリア放送協会弟１チャンネルで放送され、ドイツ語圏を主として欧州で放送されている コメディタッチのミステリ－。制作はDORフィルム（ドイツ語）。2015年までに7シーズン,50話が制作・放送され、2016年にも弟8シーズンの放送が予定されている。

日本では2016年4月3日からAXNミステリーチャンネルで第1シーズンが放送されている。

## 内容
好奇心旺盛で、年齢も人生経験も異なる４人の女性たちは犯罪の解明が趣味。村で行われる葬儀に積極的に参列し、死因の真相を探ろうとして、さまざまな事件に巻き込まれていく彼女らの姿をコミカルに描く。ただし時には殺人未遂で被害者が存命中、死亡事故で警察が現場封鎖している状況で進む話もあるため日本語版タイトルの「お葬式から」では語弊があるエピソードもある。
劇中のイルムという村は架空の地名であるが、実際の撮影は、オーバーエスターライヒ州のザルツブルクに近いファイステナウ（ドイツ語）で撮影されている。

## 評価
ドイツの公営放送でも放送されているが、キラーコンテンツとなるほどの視聴率は獲得しておらず、ドイツのメディアは第3シーズンの放送終了時に失敗作と厳しく評価することもある。
また、弟7シーズンではやや猟奇的なストーリーと演出から、オーストリアの新聞でもザルツカンマーグートのツィンピークスと評している。
しかし、オーバーエスターライヒ州が積極的に支援していることが幸いし、撮影地の観光客誘致には大きく貢献している。/

## 登場人物

### 中心となる4人の女性
- ユーリエ・ツィルブナー   : 演：　 アデーレ・ノイハウザー (ドイツ語) ：廃園となった農場に住む未亡人。少し妄想癖があり、好奇心旺盛で口数が多い。情報収集のために村長選に立候補したりマリア達を半ば強引に推理につきあわせるなど行動派。
- マリア・デング   : 演：　 ブリギッテ・クレン (ドイツ語) ：シングルマザーでスポーツカフェの女主人。フランツィが結婚しなかったためザビーネとは嫁姑という関係ではなく年の離れた友達のような付き合い。
- ザビーネ・ショスヴェンダー : 演：　マルティナ・ペル (ドイツ語)： シングルマザーで村役場の秘書。フランツィと結婚しなかったためマリアとは嫁姑という関係ではなく年の離れた友達のような付き合い。
- ヘンリエッテ・カスパー     : 演：　 ガビー・ドーム (ドイツ語)： 医者。S1第1話では3人と面識はなく夫を亡くし喪主を務めるも、ユーリエ達に葬儀に難癖を付けられ、挙句犯人呼ばわりされたため当初の関係は険悪だったが事件解決を機に和解、行動を共にするようになる。（第1 - 2シーズン前半）
- モナ・ブラント   : 演：　シュテファニー・ヤップ (ドイツ語) ： 医者（第2シーズン後半）
- ローラ・ブラント : 演：　ユリア・シュタインホフ (ドイツ語) ： 医者。モナは姉（第3 - 4シーズン前半）
- ピッパ・シュポンリング　  : 演：　ミリアム・シュタイン (ドイツ語)： ユーリエの娘（第4シーズン - ）

### 周りの人々
- ヴァレンティン・シュレッガー  : 演：　シャルリィ・ラバンザー(ドイツ語) ：ペンションの経営者。恩師が事故死したときはユーリエ達よりも先に事件性を疑いフランツィ、アンディ、村長と捜査をしたことがある。
- トニ・シュタイガー  : 演：　ゲアハルト・クラーナー　：郵便配達だったが、第4シリーズで警官に転職
- フランツィ・デング  : 演：　ミヒャエル・オシュトロフスキー(ドイツ語) ：マリアの息子で定職にはついておらず様々な職を転々としている、ロッコの父親。村長が父親である事は知らない。
- ペッペェルル・ノートドゥルフター  : 演：　ジョルジュ・ケルン(ドイツ語) ：第3シーズンまで村長、フランツィの父親。よく格言やことわざの言い間違いをする。
- マリア・ミッツィ・ノートドゥルフター  : 演：　ブリギッテ・ヤウフェンハルター(ドイツ語) ：村長の妻で噂好きで我が強い。第3シーズンから第6シーズンまでは自ら村長となる。
- エディット・ブルンナー : 演：　ガブリエラ・シュモル ：第3シーズンまでは緊急医療班の仕事に携わっていたが、第4シーズンからは娼婦となっている。
- アンドレアス(アンディ)・パウルミヒェル： 演：　ライムンド・ヴァリッシュ (ドイツ語) ：フランツィと幼馴染の警官で肩書は署長代理。事件が起これば現場を仕切るが少し抜けている所がありよくユーリエ達に利用される。第3シーズンで署長に昇格。（第1 - 7シーズン）
- ロッコ・ショスヴェンダー : 演：　ダヴィッド・クノーブル（第1シーズン）/ ルーカス・シュヴァイガー（第2 - 3シーズン / ダヴィッド・クリストファー・ロート (ドイツ語)（第6シーズン） ：ザビーネの息子
- ヨーゼフ・ブリグル  : 演：　セルゲ・ファルク(ドイツ語) ：保険代理店を営むフィナンシャルアドバイザー（第1 - 3シーズン）
- ヘリ・バッハー  : 演：　カール・アハライトナー(ドイツ語) ：銀行の支店長（第1 - 3シーズン）
- ペトラ・パッテラー : 演：　 ニケ・ファン・デア・レット(ドイツ語) ：婦人警官、第4シーズンの終わりに妊娠しアイスランドへ引越してしまう。（第3 - 4シーズン）
- ラファエル・ドルン: 演：　ハラルド・シュロット(ドイツ語) ：司祭（第3 - 6シーズン）
- ヴィープケ・フライフラウ・フォン・リュットウィッツ  : 演：　マリオン・ライザー(ドイツ語) ：ザクセン出身のウェイトレス。第4シーズンで娼婦となる。（第3シーズン - ）
- ヘルタ・ズィーグヴァルト  : 演：　アンゲリカ・リヒタ－(ドイツ語) ：ペトラの後任の婦人警官（第4シーズン後半 - ）
- アントン・プリンツ  : 演：　マルクス・リンダー(ドイツ語) ：フォラルベルグから来た司祭（第4シーズン - ）
- クラインハンスル博士 : 演：　トーマス・シュティプズイッツ(ドイツ語) ：救急医（第5シーズン）

## 各話リスト

### シーズン 1
| 話数 | サブタイトル     | サブタイトル         | オーストリア放送協会での初放送日 |
| 話数 | 原題             | 邦題                 | オーストリア放送協会での初放送日 |
| ---- | ---------------- | -------------------- | -------------------------------- |
| 1    | Herzkasper       | お葬式探偵 登場      | 2005年2月17日                    |
| 2    | Nebelsuppe       | イケメンは山がお好き | 2005年2月24日                    |
| 3    | Naturtrüb        | 毒キノコと村長選     | 2005年3月3日                     |
| 4    | Vatermord        | ビジネスは水物       | 2005年3月10日                    |
| 5    | Warm abgetragen  | 焼死体の謎           | 2005年3月17日                    |
| 6    | Künstlerpech     | 芸術的な死           | 2005年3月29日                    |
| 7    | Mondsüchtig      | 遺産相続の真実       | 2005年4月 5日                    |
| 8    | Trockenschwimmer | 名士の裏の顔         | 2005年4月13日                    |
| 9    | Drachentöter     | 落ちた天使           | 2005年4月19日                    |
| 10   | Liebessumpf      | 愛欲の泥沼           | 2005年4月26日                    |

### シーズン 2
| 話数 | サブタイトル | サブタイトル | オーストリア放送協会での初放送日 |
| 話数 | 原題         | 邦題         | オーストリア放送協会での初放送日 |
| ---- | ------------ | ------------ | -------------------------------- |
| 1    | Schutzengel  | -            | 2007年4月10日                    |
| 2    | Rattengift   | -            | 2007年4月18日                    |
| 3    | Schlachtfest | -            | 2007年4月25日                    |
| 4    | Scheinheilig | -            | 2007年5月15日                    |
| 5    | Kopfüber     | -            | 2007年5月22日                    |
| 6    | Mundtot      | -            | 2007年5月29日                    |
| 7    | Blattschuss  | -            | 2007年6月 5日                    |
| 8    | Zugeschüttet | -            | 2007年6月12日                    |

### シーズン 3
| 話数 | サブタイトル  | サブタイトル | オーストリア放送協会での初放送日 |
| 話数 | 原題          | 邦題         | オーストリア放送協会での初放送日 |
| ---- | ------------- | ------------ | -------------------------------- |
| 1    | Baumsterben   | -            | 2010年3月 2日                    |
| 2    | Blutsbande    | -            | 2010年3月 9日                    |
| 3    | Sondermüll    | -            | 2010年3月16日                    |
| 4    | Totalschaden  | -            | 2010年3月30日                    |
| 5    | Fensterlsturz | -            | 2010年4月 6日                    |
| 6    | Feierabend    | -            | 2005年4月20日                    |

### シーズン 4
| 話数 | サブタイトル   | サブタイトル | オーストリア放送協会での初放送日 |
| 話数 | 原題           | 邦題         | オーストリア放送協会での初放送日 |
| ---- | -------------- | ------------ | -------------------------------- |
| 1    | Aufgespritzt   | -            | 2012年 3月 6日                   |
| 2    | Hexenwasser    | -            | 2012年3月13日                    |
| 3    | Liebesfalle    | -            | 2012年3月20日                    |
| 4    | Notlügen       | -            | 2012年3月27日                    |
| 5    | Kellerkinder   | -            | 2012年4月10日                    |
| 6    | Schweißtreiben | -            | 2012年4月17日                    |

### シーズン 5
| 話数 | サブタイトル  | サブタイトル | オーストリア放送協会での初放送日 |
| 話数 | 原題          | 邦題         | オーストリア放送協会での初放送日 |
| ---- | ------------- | ------------ | -------------------------------- |
| 1    | Abgesoffen    | -            | 2013年 4月30日                   |
| 2    | Mannsteufel   | -            | 2013年 5月 7日                   |
| 3    | Bauernschmaus | -            | 2013年 5月21日                   |
| 4    | Auferstanden  | -            | 2013年 5月28日                   |
| 5    | Gottesurteil  | -            | 2013年 6月 4日                   |
| 6    | Zahltag       | -            | 2013年 6月11日                   |

### シーズン 6
| 話数 | サブタイトル  | サブタイトル | オーストリア放送協会での初放送日 |
| 話数 | 原題          | 邦題         | オーストリア放送協会での初放送日 |
| ---- | ------------- | ------------ | -------------------------------- |
| 1    | Ausradiert    | -            | 2014年12月 9日                   |
| 2    | Nachgeburt    | -            | 2014年12月16日                   |
| 3    | Totgepflegt   | -            | 2014年12月23日                   |
| 4    | Sündenbock    | -            | 2014年12月30日                   |
| 5    | Liebesknochen | -            | 2015年 1月 20日                  |
| 6    | Dornenvogel   | -            | 2015年 2月 3日                   |
| 7    | Kurzschluss   | -            | 2015年 2月10日                   |
| 8    | Schlussstrich | -            | 2015年 2月24日                   |

### シーズン 7
| 話数 | サブタイトル  | サブタイトル | オーストリア放送協会での初放送日 |
| 話数 | 原題          | 邦題         | オーストリア放送協会での初放送日 |
| ---- | ------------- | ------------ | -------------------------------- |
| 1    | Saumagen      | -            | 2015年3月 3日                    |
| 2    | Gewissensbiss | -            | 2015年3月10日                    |
| 3    | Himmelreich   | -            | 2015年3月17日                    |
| 4    | Denkzettel    | -            | 2015年 3月24日                   |
| 5    | Hilfeschrei   | -            | 2015年 4月 7日                   |
| 6    | Kehraus       | -            | 2005年 4月14日                   |